# Matei Airport
Matei Airport är en flygplats i Fiji.   Den ligger i divisionen Norra divisionen, i den västra delen av landet, 240 km väster om huvudstaden Suva. Matei Airport ligger 16 meter över havet. Den ligger på ön Taveuni Island.
Terrängen runt Matei Airport är varierad. Havet är nära Matei Airport åt nordost. Runt Matei Airport är det glesbefolkat, med 15 invånare per kvadratkilometer. I omgivningarna runt Matei Airport växer i huvudsak städsegrön lövskog.